# Liste des langues chinoises
Ne doit pas être confondu avec Liste des langues de Chine.

Distribution géographique de la famille des langues chinoises han sur l'Est du territoire de la République populaire de Chine et de la République de Chine

Ci-dessous une liste partielle de parlers, dialectes et langues chinoises.

## Classification
Les linguistes classent ces langues comme la branche sinitique de la famille des langues sino-tibétaines. Au sein de cette classification, les linguistes identifient de 7 à 14 sous-groupes.

### Classification traditionnelle
La classification traditionnelle des langues chinoises han comprend généralement sept langues et groupes de dialectes différents :
| • gan   |                                                                                       |
| • guan  | (mandarin ou beifang)                                                                 |
| • kejia | (hakka)                                                                               |
| • jie   | (dont le sous-groupe min-nan inclut les variantes chaoshanyan, hokkien et taiwanaise) |
| • wu    |                                                                                       |
| • xiang |                                                                                       |
| • yue   | (cantonais)                                                                           |

(ici notées selon l'ordre alphabétique de la romanisation hanyu pinyin du mandarin standard).

### Classification linguistique moderne
La classification reconnue de James Matisoff comprend :
| mandarin | → mandarin standard |  |             |
|          | → jin |  |             |
| wu       | → shanghaïen |  |             |
|          | → hui (徽语), à ne pas confondre avec Hui (回族)，minorité musulmane principalement concentrée dans le nord-ouest de la Chine |  |             |
| yue      | → ping |  |             |
| min      | → Teochew (chaozhou hua). |  | → taiwanais |
| xiang    | |  |             |
| hakka    | |  |             |
| gan      | |  |             |

La liste de Matisoff utilise les noms français communs des groupes, classés par ordre décroissant de population totale de locuteurs.
Classifier les langues wu en shanghaïen est une erreur car, comme pour le taïwanais, les langues wu s'étalent sur un large territoire et comportent de nombreuses branches, dont le shanghaïen n'est qu'une sous-branche. Les habitants de Wenzhou (pourtant relativement proches géographiquement) ne comprennent pas le dialecte des habitants de Shanghaï et inversement. Ceci est lié à la variété des langues présentes dans une même région, qui ne peuvent toutes être rattachées à une seule ville du fait de son importance économique, d'autant plus si celle-ci se situe à une extrémité de la région concernée.
Traduire min en taïwanais est une erreur car les langues min (chinois médiéval) sont également très utilisées en Chine continentale et par de nombreux Chinois d'outre-mer. Le min-nan (branche utilisée à Taïwan) est également parlé dans la province du Guangdong (principalement Chaoshan) et par de nombreux Chinois en Europe ou Amérique ayant transité par l'ex-Indochine. Il est par exemple utilisé par la majorité des habitants du XIIIe arrondissement de Paris, dont le seul contact avec les Taïwanais s'est fait à Paris du fait de leur proximité linguistique. De plus, les autres branches des langues min ne sont pas du tout parlées à Taïwan.

## Distinction entre dialectes et langues
En plus de la liste des langues et dialectes figurant ci-dessous, il est habituel pour les locuteurs chinois de donner à une langue la référence à une ville ou à une province, par exemple dialecte du Sichuan, dialecte du Henan. Cette façon de faire ne correspond généralement pas à une classification linguistique.
La question de savoir si chacun de ces parlers doit être considéré comme langue ou dialecte se révèle particulièrement intéressante dans le contexte du chinois. D'un côté, cette question des appellations relève plus d'un point de vue socio-politique que linguistique, reflétant l'aphorisme de Max Weinreich, selon lequel « Une langue est un dialecte avec une armée et une flotte ». D'un point de vue linguistique, nombre de ces parlers répondent généralement aux caractéristiques d'une langue. Par ailleurs, les langues chinoises partagent une langue écrite commune, communément connue sous le nom de baihua, ainsi qu'une littérature, ce qui donnerait du poids au fait de considérer ces parlers comme des « dialectes ». Du fait que la langue écrite se rapproche surtout du mandarin standard, la plupart des Chinois considèrent le chinois standard comme la « langue chinoise », et les autres parlers comme des « dialectes ». 
Du point de vue linguistique, cette opinion est fausse, car la distinction entre langue et dialecte est assez claire : deux parlers sont deux langues différentes s'il n'y a pas intercompréhension orale de deux locuteurs monolingues, tandis qu'il s'agit de deux dialectes différents s'il y a intercompréhension, même partielle.

## Liste de dialectes et de langues

### Gan - 赣语/贛語
| • dialecte de Dongkou  | 洞口話 |
| • dialecte de Funing   |        |
| • dialecte de Fuzhou   | 撫州話 |
| • dialecte de Ji'an    | 吉安話 |
| • dialecte de Nanchang | 南昌話 |
| • dialecte de Leiyang  | 耒陽話 |
| • dialecte de Xianning | 鹹寧話 |
| • dialecte de Yichun   | 宜春話 |
| • dialecte de Yingtan  | 鷹潭話 |

### Mandarin

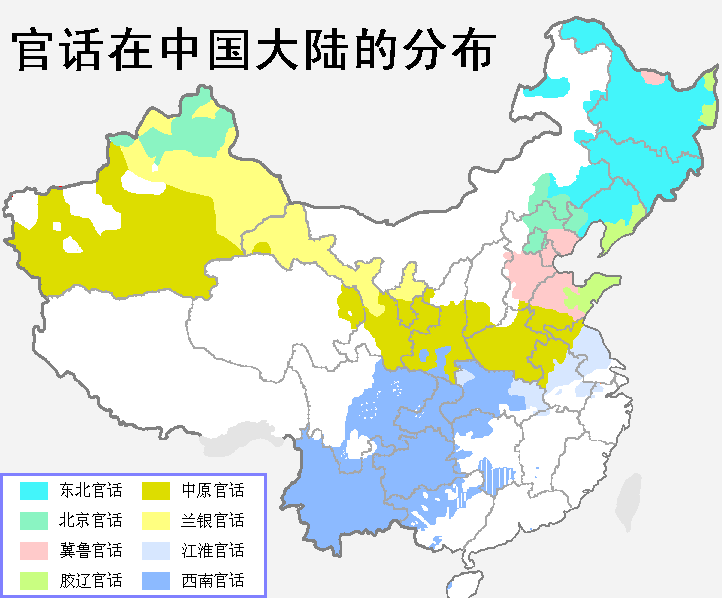
Distribution en République populaire de Chine des 8 principaux dialectes du mandarin :
东北官话 = mandarin du nord-est (bleu turquoise)
北京官话 = dialecte de Pékin (vert foncé)
冀鲁官话 = mandarin jilu (rose)
胶辽官话 = mandarin jiaoliao (vert clair)
中原官话 = mandarin zhongyuan (kaki)
兰银官话 = mandarin lanyin (jaune)
江淮官话 = mandarin jianghuai (bleu clair)
西南官话 = mandarin du sud-ouest (bleu foncé)

| Mandarin de Pékin          | 北京官話              |
| • Dialecte de Pékin        | 北京话/北京話         |
| • Mandarin standard        | [ 2 ]                 |
| • dialecte de Chengde      | 承德話                |
| • dialecte de Chifeng      |                       |
| • dialecte de Hailar       |                       |
| • dialecte de Karamay      |                       |
| Mandarin Ji Lu             |                       |
| • dialecte de Baoding      | 保定話                |
| • dialecte de Jinan        | 濟南話                |
| • dialecte de Shijiazhuang | 石家莊話              |
| • dialecte de Tianjin      | 天津話                |
| Mandarin Jianghuai         | 江淮官話              |
| • dialecte de Hefei        | 合肥話                |
| • Hainan Junjiahua         | 軍家話                |
| • dialecte de Nankin       | 南京話                |
| • dialecte de Nantong      | 南通話                |
| • dialecte de Xiaogan      |                       |
| • dialecte de Yangzhou     | 揚州話                |
| Mandarin Jiao Liao         | 膠遼官話              |
| • dialecte de Dalian       | 大连话/大連話         |
| • dialecte de Qingdao      | 青岛话/青島話         |
| • dialecte de Weihai       | 威海話                |
| • dialecte de Yantai       | 烟台话/煙台話         |
| Mandarin Lan Yin           | 蘭銀官話              |
| • dialecte doungane        | 東干語                |
| • dialecte de Lanzhou      | 蘭州話                |
| • dialecte Urumqi          |                       |
| • dialecte de Xining       | 西宁话/西寧話         |
| • dialecte de Yinchuan     | 银川话/銀川話         |
| Mandarin du nord-est       | 东北官话/東北官話     |
| • dialecte de Changchun    | 长春话/長春話         |
| • dialecte de Harbin       | 哈尔浜话/哈爾濱話     |
| • dialecte de Qiqihar      | 斉斉哈尔话/齊齊哈爾話 |
| • dialecte de Shenyang     | 沈阳话/瀋陽話         |
| Mandarin du Shandong       | 山東話                |
| Mandarin du Sud-Ouest      | 西南官话/西南官話     |
| • dialecte de Changde      |                       |
| • dialecte de Chengdu      | 成都话/成都話         |
| • dialecte de Chongqing    | 重慶話                |
| • dialecte de Dali         | 大理話                |
| • dialecte de Guiyang      | 貴陽話                |
| • dialecte de Kunming      | 昆明話                |
| • dialecte de Liuzhou      | 柳州話                |
| • dialecte de Wuhan        | 武漢話                |
| • dialecte de Xichang      | 西昌話                |
| • dialecte de Yichang      | 宜昌話                |
| Mandarin Zhongyuan         | 中原官話              |
| • dialecte de Hanzhong     | 漢中話                |
| • dialecte de Kaifeng      | 開封話                |
| • dialecte Kashgar         | 喀什話                |
| • dialecte de Luoyang      | 洛陽話                |
| • dialecte de Nanyang      |                       |
| • dialecte de Qufu         | 曲埠話                |
| • dialecte de Tianshui     | 天水話                |
| • dialecte de Xi'an        | 西安話                |
| • dialecte de Xuzhou       | 徐州話                |
| • dialecte de Yan'an       | 延安話                |
| • dialecte de Zhangzhou    | 郑州话/鄭州話         |

À noter que le mandarin standard, variété formalisée du mandarin en République populaire de Chine, l'est également avec des légères variantes à Taïwan, Singapour, Malaisie (en), ainsi qu'au Sichuan.

### Hui - 郑 徽語
Parfois considéré comme une sous-catégorie du wu.
| • dialecte de Jixi    |        |
| • dialecte de Shexian | 歙縣話 |
| • dialecte de Tunxi   | 屯溪話 |
| • dialecte de Yixian  |        |

### Jin - 晋语/晉語
Parfois considéré comme une sous-catégorie du mandarin.
| • dialecte de Baotou   | 包頭話 |
| • dialecte de Datong   | 大同話 |
| • dialecte de Handan   | 邯郸话 |
| • dialecte de Hohhot   | 呼市話 |
| • dialecte de Taiyuan  | 太原話 |
| • dialecte de Xinxiang | 新乡话 |

### Kejia (Hakka) - 客家話
| • dialecte hakka de Huizhou  | 惠州客家話  |
| • dialecte hakka de Meizhou  | 梅州客家話  |
| • dialecte hakka de Wuhua    | 五華客家話  |
| • dialecte hakka de Xingning | 興寧客家話  |
| • dialecte hakka de Pingyuan | 平遠客家話  |
| • dialecte hakka de Jiaoling | 蕉嶺客家話  |
| • dialecte hakka de Dapu     | 大埔客家話  |
| • dialecte hakka de Fengshun | 豐順客家話  |
| • dialecte hakka de Longyan  | 龍岩客家話  |
| • dialecte de Waitau         | 圍頭話/畬話 |

### Min - 闽语/閩語
| Min Bei (Min septentrional)                                      | 闽北语                   |
| • dialecte de Jian'ou                                            | 建瓯话/建甌話            |
| Min Dong (Min oriental)                                          | 闽东语                   |
| • dialecte de Fu'an                                              | 福安話                   |
| • dialecte de Fuqing (Hók-chiăng-uâ)                             |                          |
| • dialecte de Fuzhou (Hók-ciŭ-uâ)                                | 福州話                   |
| Min Nan (Min méridional)                                         | 闽南语/閩南語            |
| • division Chaoshan                                              |                          |
| • dialecte de Shantou (Swatow)                                   | 汕头话/汕頭話            |
| • dialecte de Chaozhou (Teochew)                                 | 潮州话/潮州話            |
| • dialecte de Haifeng (dialecte de Hailufeng/dialecte de Lufeng) | 海豐話 (海陸豐話/陸豐話) |
| • division Mintai                                                | 閩台片                   |
| • Lan-nang                                                       | 咱人話/咱儂話            |
| • dialecte Quanzhou                                              | 泉州話                   |
| • Penang Hokkien                                                 | 福建話                   |
| • Taiwanais                                                      | 臺灣話/台湾话            |
| • dialecte de Xiamen (Amoy/Hokkien)                              | 厦门话/廈門話            |
| • dialecte de Zhangzhou                                          | 漳州話                   |
| Min Zhong (Min central)                                          | 闽中语                   |
| • dialecte de Sanming                                            | 三明話                   |
| Pu Xian                                                          |                          |
| • dialecte de Putian (Henghwa/Hinghwa)                           | 莆田話                   |
| • dialecte de Xianyou                                            |                          |
| Qiong Wen                                                        | 瓊文片                   |
| • Hainanais                                                      | 海南話                   |
| • dialecte de Zhanjiang                                          | 湛江話                   |
| • dialecte de Leizhou                                            | 雷州話                   |
| Shao Jiang                                                       |                          |

### Wu - 吴语/吳語
| division Taihu          | 太湖片        |
| • dialecte de Changzhou | 常州話/常州话 |
| • dialecte de Suzhou    | 苏州话/蘇州話 |
| • dialecte de Wuxi      | 无锡话/無錫話 |
| • dialecte de Hangzhou  | 杭州話/杭州话 |
| • dialecte de Huzhou    | 湖州話/湖州话 |
| • dialecte de Jiaxing   | 嘉興話/嘉兴话 |
| • dialecte de Shaoxing  | 紹興話/绍兴话 |
| • dialecte de Ningbo    | 寧波話/宁波话 |
| • Shanghaïen            | 上海話/上海话 |
| division Taizhou        | 浙东片        |
| • dialecte de Taizhou   | 台州話        |
| division Oujiang        | 瓯江片        |
| • dialecte de Wenzhou   | 溫州話        |
| dialecte de Wuzhou      |               |
| • dialecte de Jinhua    | 金華話        |
| • dialecte de Yiwu      | 義烏話        |
| • dialecte de Yongkang  | 永康話        |
| division Chu Qu         |               |
| • dialecte de Lishui    | 麗水話        |
| • dialecte de Quzhou    | 衢州話        |
| • dialecte de Shangrao  | 上饒話        |
| division Xuanzhou       |               |
| • dialecte de Xuancheng | 宣城話        |

### Xiang - 湘语/湘語
| division Chang Yi        |        |
| • dialecte de Changsha   | 长沙话 |
| • dialecte de Hengyang   | 衡阳话 |
| • dialecte de Yiyang     | 益阳话 |
| • dialecte de Zhuzhou    | 株洲话 |
| • dialecte de Changde    | 常德话 |
| division Lou Shao        |        |
| • dialecte de Loudi      | 娄底话 |
| • dialecte de Shaoyang   | 邵阳话 |
| • dialecte de Shuangfeng | 双峰话 |
| division Chen Xu         |        |
| • dialecte de Chenxi     |        |
| • dialecte de Xupu       |        |

### Yue (Cantonais) - 粵語/粤语
| division Yue Hai                                        | 粤海片/粵海片   |
| • Cantonais standard (Guangfu)                          | 广府话/廣府話   |
| • dialecte de Guangzhou                                 | 广州/廣州       |
| • dialecte de Hong Kong                                 | 香港            |
| • dialecte de Macao                                     | 澳门/澳門       |
| • Sam-yap                                               | 三邑/南番順     |
| • dialecte de Nanhai                                    | 南海話          |
| • dialecte de Panyu                                     | 番禺話          |
| • dialecte de Shunde                                    | 順德話          |
| • dialecte de Zhaoqing                                  | 肇庆话/肇慶話   |
| • dialecte de Zhongshan                                 | 中山話          |
| • dialecte de Zhuhai                                    | 珠海話          |
| • dialecte de Jiujiang                                  | 九江話          |
| • dialecte de Qingyuan                                  | 庆元话/慶元話   |
| division Guan Bao                                       | 莞寶片          |
| • dialecte de Dongguan                                  | 东莞话/東莞話   |
| • dialecte de Bao'an                                    | 寶安話          |
| division Luoguang                                       | 罗岗片/羅崗片   |
| division Seiyap (Siyi)                                  | 四邑片          |
| • dialecte d'Enping                                     | 恩平話          |
| • dialecte de Heshan                                    | 鶴山話          |
| • dialecte de Jiangmen                                  | 江门话/江門話   |
| • dialecte de Kaiping                                   | 开平话/開平話   |
| • dilacte de Taishan (Taishanais, Hoisanais, Toisanais) | 台山話          |
| • dialecte de Xinhui                                    | 新會話          |
| division Gouyeung                                       | 高阳片/高陽片   |
| • dialecte de Maoming                                   | 茂名話          |
| • dialecte de Yeunggong                                 | 阳阳江话/陽江咶 |
| division Gwainaam (Cancerais)                           | 桂南片          |
| • dialecte de Beihai                                    | 北海話          |
| • dialecte de Nanning (Naamning)                        | 南宁话/南寧話   |
| • dialecte de Moujau                                    | 婺州話          |
| • dialecte de Yuklam                                    | 郁林话/鬱林話   |
| dialecte de Mouchyun                                    | 武川話          |
| dialecte de Danjia                                      | 蜑家話          |

### Non classifié
| dialecte de Danzhou | 儋州話 / 儋州话     |
| Linghua             |                     |
| Maojiahua           |                     |
| Pingdi Yaohua       |                     |
| Shaozhou Tuhua      | 韶州土話 / 韶州土话 |
| Wutunhua            |                     |
| Xianghua            |                     |